# Empoasca warchalowskii
Empoasca warchalowskii är en insektsart som beskrevs av Irena Dworakowska 1972. Empoasca warchalowskii ingår i släktet Empoasca och familjen dvärgstritar.
Artens utbredningsområde är Vietnam. Inga underarter finns listade i Catalogue of Life.